# Internationale Cricket-Saison 1988/89
Die internationale Cricket-Saison 1988/89 fand zwischen September 1988 und März 1989 statt. Als Wintersaison wurden vorwiegend Heimspiele der Mannschaften aus Südasien, der Karibik und Ozeanien ausgetragen.

## Überblick

### Internationale Touren
| Beginn             | Heimteam               | Auswärtsteam           | Resultate | Resultate | Artikel |
| Beginn             | Heimteam               | Auswärtsteam           | Test      | ODI       | Artikel |
| ------------------ | ---------------------- | ---------------------- | --------- | --------- | ------- |
| 15. September 1988 | Pakistan               | Australien             | 1–0 [3]   | 0–1 [3]   | Artikel |
| 12. November 1988  | Indien                 | Neuseeland             | 2–1 [3]   | 4–0 [4]   | Artikel |
| 18. November 1988  | Australien             | West Indies            | 1–3 [5]   |           | Artikel |
| 3. Februar 1989    | Neuseeland             | Pakistan               | 0–0 [2]   | 3–1 [4]   | Artikel |
| 7. März 1989       | West Indies            | Indien                 | 3–0 [4]   | 5–0 [5]   | Artikel |
| 7. März 1989       | Pakistan vs. Sri Lanka | Pakistan vs. Sri Lanka |           | 2–0 [2]   | Artikel |

### Internationale Turniere
| Beginn            | Turnier                              | Land                         |
| ----------------- | ------------------------------------ | ---------------------------- |
| 16. Oktober 1989  | Champions Trophy 1988/89             | Vereinigte Arabische Emirate |
| 27. Oktober 1989  | Asia Cup 1988                        | Bangladesch                  |
| 10. Dezember 1989 | Benson & Hedges World Series 1988/89 | Australien                   |

### Internationale Turniere (Frauen)
| Beginn            | Turnier                        | Land       |
| ----------------- | ------------------------------ | ---------- |
| 29. November 1988 | Women’s Cricket World Cup 1988 | Australien |

## Nationale Meisterschaften
Aufgeführt sind die nationalen Meisterschaften der Full Member des ICC.
| Land                         | First-Class                 | List A                                     |
| ---------------------------- | --------------------------- | ------------------------------------------ |
| Australien                   | Sheffield Shield 1988/89    | Federated Automobile Insurance Cup 1988/89 |
| Indien                       | Ranji Trophy 1988/89        |                                            |
| Duleep Trophy 1988/89        | Deodhar Trophy 1988/89      |                                            |
| Irani Cup 1988/89            |                             |                                            |
| Neuseeland                   | Shell Trophy 1988/89        | Shell Cup 1988/89                          |
| Pakistan                     | Quaid-e-Azam Trophy 1988/89 | Wills Cup 1988/89                          |
| BCCP Patron’s Trophy 1988/89 |                             |                                            |
| Sri Lanka                    | Lakspray Trophy 1988/89     | Brown’s Trophy 1988/89                     |
| Südafrika                    | Castle Cup 1988/89          | Benson and Hedges Series 1988/89           |
| UCB Bowl 1988/89             |                             |                                            |
| Howa Bowl 1988/89            |                             |                                            |
| West Indies                  | Red Stripe Cup 1988/89      | Geddes Grant Shield 1988/89                |